# Серёжка с Малой Бронной
«Серёжка с Ма́лой Бро́нной» или «Москвичи́» — популярная песня о Великой Отечественной войне, автор слов — поэт Е. М. Винокуров, композитор — А. Я. Эшпай.

## История создания
Песня основана на стихотворении советского поэта-фронтовика Евгения Винокурова «Москвичи», написанного им в 1953 году и впервые опубликованного в журнале «Новый мир» № 9 в 1955 году. Позднее, в 1968—1974 годах, выходили сборники стихотворений Винокурова под названием «Серёжка с Малой Бронной», куда вошли стихи поэта из его более ранних произведений. В этих публикациях стихотворение называлось по первой строке — «В полях за Вислой сонной…».
Текст стихотворения, а впоследствии и песни, навеян воспоминаниями о суровых испытаниях и судьбах советских солдат, освобождавших в 1944—1945 годах территорию Польши от немецко-фашистских войск, участником событий которых являлся и сам Евгений Винокуров.
Стихи принёс композитору Андрею Эшпаю певец Марк Бернес, и композитор увидел в стихах и свою биографию:

«Нужна музыка!» Поставил стихи на пюпитр и стал ждать, словно я сочиню музыку сейчас же, при нем. А так и получилось. Тут же пришла основная интонация. Я её записал. Марк ушёл. И утром вся песня, полностью записанная, была уже у него. Это было странное совпадение. Все, о чем говорилось в прекрасных стихах   Винокурова «Серёжка с Малой Бронной», было у меня в жизни... Я был во взводе разведки. Нас было около двадцати человек. Все мы были очень молоды: семнадцать-восемнадцать лет. Скажем, Гена Новиков и Владимир Никитинский. Это мои самые большие друзья. Володя Никитинский из Архангельска. Он прошел всю войну, но был убит в Берлине. После него командовал взводом разведки я. Геннадий Новиков тоже чудный парень, замечательной души человек был, он тоже погиб в Берлине. Это были самые мои близкие друзья.— композитор  Андрей Эшпай
Первая грампластинка с песней «Москвичи» под музыкальное сопровождение Андрея Эшпая в исполнении Марка Бернеса вышла в 1957 году. Текст песни отличается от стихотворения изменёнными заключительными строками.
В 1950—1960 годах песня выпускалась Всесоюзной студией грамзаписи «Мелодия» на Апрелевском заводе грампластинок (Москва), Ленинградском заводе грампластинок и Красносельском заводе Ленинградского областного управления местной промышленности (ЛОУМП).
В 1965 году песня была использована в художественном к/ф «Хочу верить», повествующем о деятельности советского подполья в годы Великой Отечественной войны.

## Критика
Одна из лучших советских песен, посвященных памяти погибших фронтовиков. А. С. Пахмутова: «Эшпаевские „Москвичи“ занимают в нашей жизни особое место. Тема песни — святая для всех нас. И песня чудесная, она очень человечная. Ей нельзя не верить....» А нельзя не верить потому, что она написана поэтом, прошедшим трудными дорогами Великой Отечественной войны до самой победы, и композитором-фронтовиком, сражавшимся с фашистами на 1—м Белорусском фронте, в Польше и Германии.— музыковед А. В. Богданова

Одним из наиболее известных произведений поэта является стихотворение «Москвичи» (1953). Одновременно с изображением материнского горя в стихотворении воссоздаётся образ скорбящей родины, Москвы, родного города погибших воинов. «Свет лампы воспалённой» символизирует огонь вечной памяти о погибших.— Энциклопедия «Литература и язык» / гл. ред. Александр Горкин. - М., 2007

## Исполнители песни
В полях за Вислой сонной

Лежат в земле сырой

Серёжка с Малой Бронной

И Витька с Моховой.

А где-то в людном мире,

Который год подряд,

Одни в пустой квартире

Их матери не спят.
Впоследствии песня исполнялась многими известными исполнителями советской эстрады:
- 1965 год — Владимир Трошин исполняет песню в кинофильме «Хочу верить»[5]
- 1969 год — София Ротару исполняет песню будучи студенткой  Государственного института искусств имени Г. Музическу в Кишинёве.
- 1975 год — Алексей Покровский в литературно-музыкальной композиции «Нам дороги эти позабыть нельзя».
- 1997 год — Лев Лещенко и группа «Лицей» в музыкальном фильме проекта НТВ к 850-летию города под названием «10 песен о Москве».[6][7]
- 2002 год — Лев Барашков[8]
- 2014 год — Александр Михайлов[9]
- 2020 год — Элина Быстрицкая[10]

Кроме этого, песню исполняли в сольных концертных выступлениях Иосиф Кобзон, Александр Домогаров, Михаил Боярский, Евгений Кунгуров, ансамбль «Песняры» и др.